# Lánycsók
Lánycsók là một thị trấn thuộc hạt Baranya, Hungary. Thị trấn này có diện tích 25,4 km², dân số năm 2010 là 2583 người, mật độ 102 người/km².